# Gazzelle (cantante)
Gazzelle, pseudonimo di Flavio Bruno Pardini (Roma, 7 dicembre 1989), è un cantautore italiano.

## Biografia

### Infanzia ed esordi
È nato a Roma e cresciuto nel rione Prati da madre originaria di Marsico Nuovo, in provincia di Potenza,  e padre romano con origini anche toscane. Ha iniziato a suonare a livello amatoriale all'età di ventidue anni in alcuni locali della capitale usando il proprio nome. Dal 2016 utilizza lo pseudonimo "Gazzelle", che, come lui stesso ha dichiarato, deriva da una storpiatura del nome del modello di scarpe Gazelle prodotto da Adidas.

### 2016-2018:Superbattito
Il 9 dicembre 2016 ha pubblicato il singolo Quella te, che attira l'attenzione della critica e dell'ambiente della musica indipendente. Il brano ha anticipato il suo primo album in studio intitolato Superbattito, uscito sotto l'etichetta Maciste Dischi il 3 marzo 2017 e da cui verranno estratti anche i singoli Zucchero filato e Nmrpm. Prima della pubblicazione dell'album, il cantautore non aveva rivelato il proprio volto, pubblicando in rete solo alcune foto sfocate.
Successivamente ha pubblicato i singoli Sayonara e Stelle filanti, pubblicati come singolo doppio sotto il nome di Plastica, uscito il 1º agosto 2017 in formato vinile. È seguita la pubblicazione dei singoli Nero, Meglio così e Martelli, che, insieme ai due singoli precedentemente citati, furono inclusi nella versione deluxe dell'album d'esordio, intitolata Megasuperbattito e pubblicata il 2 marzo 2018.
Il 1º maggio 2018 si è esibito nel tradizionale concerto che si tiene annualmente a Roma a piazza San Giovanni in Laterano.
L'8 giugno 2018 ha pubblicato in collaborazione con Lorenzo Fragola il brano Super Martina, contenuto nell'album Bengala del cantante catanese, con il quale ha partecipato ai Wind Music Awards 2018.
Ha collaborato inoltre con Luca Carboni nella stesura del brano L'alba, presente nell'album Sputnik del cantautore bolognese, pubblicato l'8 giugno 2018.
Nel luglio 2018 è stato tra gli artisti che, attraverso le pagine di Rolling Stone Italia, aderiscono all'articolo che dissente nei confronti delle politiche sull'immigrazione attuate dall'allora ministro dell'interno Matteo Salvini.

### 2018-2019:Punk
Il 30 novembre 2018 ha pubblicato, con le etichette Maciste Dischi e Artist First, il suo secondo disco, intitolato Punk, anticipato dai singoli Tutta la vita, Sopra e Scintille. Con l'uscita del secondo album ha annunciato anche il tour nazionale, dal nome Punk tour.
Il 26 aprile 2019 è uscito l'album Faber nostrum, disco tributo a Fabrizio De André in cui diversi esponenti della musica italiana reinterpretano brani del cantautore genovese. Gazzelle ha partecipato realizzando la cover di Sally, brano del 1978 pubblicato nell'album Rimini.
Il 1º maggio 2019 si è esibito per la seconda volta consecutiva nel tradizionale concerto a piazza San Giovanni in Laterano.
Il 2 luglio 2019 è uscito il suo libro di poesie, Limbo. Pensieri inversi.
Come per il primo album in studio Superbattito, al quale ne è uscita successivamente una versione deluxe chiamata Megasuperbattito, anche per Punk viene deciso di farne uscire una seconda versione, chiamata Post Punk, che ha al suo interno i quattro nuovi inediti Polynesia, Settembre, Una canzone che non so e Vita paranoia. Con l'uscita di questa seconda versione, il cantautore ha annunciato anche alcune date nei palazzetti per il 2020.
Inoltre ha preso parte alla stesura di Calci e pugni insieme a Marco Mengoni, pubblicata il 25 ottobre 2019 nell'album Atlantico/On Tour.

### 2020-2022:OK
Il 15 aprile 2020 è uscito Ora che ti guardo bene, canzone scritta a casa propria durante il primo periodo di lockdown, i cui proventi sono stati devoluti all'Ospedale Spallanzani di Roma, per aiutare gli ammalati di COVID-19. Il 25 settembre successivo ha pubblicato il singolo Destri, che in tre settimane raggiunge i sette milioni di ascolti su Spotify (a oggi ne conta più di 100 milioni), affiancato dal videoclip uscito il 29 settembre su YouTube, che in due settimane ha raggiunto due milioni di visualizzazioni.
Il 10 novembre 2020 è uscito il singolo Lacri-ma, seguito due giorni dopo da Scusa.
Il 18 gennaio 2021 Gazzelle ha annunciato sui suoi canali social l'uscita di OK, il suo terzo album. L'album contiene anche i singoli Destri, Lacri-ma, Scusa e Belva, oltre a una collaborazione nella traccia Coltellata con il rapper e produttore musicale Thasup. Il 4 giugno ha pubblicato Tuttecose in collaborazione con Mara Sattei, sorella di Thasup, mentre il 12 novembre seguente ha pubblicato il singolo Fottuta canzone, dalle sonorità pop punk.
Il 4 giugno 2022, dopo aver precedentemente pubblicato un video sui social in cui ha cantato L'amore conta, viene invitato da Ligabue al suo concerto per i trent'anni di carriera Campovolo dove i due si esibiscono in un duetto con questa canzone.

### 2022-2023:Dentro
Il 22 novembre 2022 ha pubblicato il singolo Non lo dire a nessuno.
Il 17 dicembre 2022 è stato il primo artista italiano a partecipare all'Apple Music Home Session. Per l'occasione si esibisce in una versione acustica dell'ultimo singolo Non lo dire a nessuno e una cover degli 883, Nessun rimpianto mentre il 1º marzo 2023 annuncia il singolo Idem che è stato pubblicato il seguente 10 marzo. Questi singoli fanno parte del suo nuovo album Dentro, nel quale sono presenti gli artisti Thasup, Fulminacci e Noyz Narcos.
Il 20 aprile 2023 ha pubblicato quattro estratti dal disco, ovvero Qualcosa che non va, È andata come andata, Quello che eravamo prima con Thasup e Milioni con Fulminacci più i precedenti due estratti pubblicando così una parte del disco con il titolo Dentro... aspettando il 19 maggio. Il 19 maggio esce l'album vero e proprio contenente dodici tracce tra le quali la collaborazione con Noyz Narcos nel brano Roma.

### 2024-presente: Festival di Sanremo 2024 eIndi
Nel febbraio 2024 ha preso parte per la prima volta al 74º Festival di Sanremo come artista in gara, con il brano Tutto qui, classificatosi all'undicesimo posto al termine della manifestazione. Il 9 febbraio, nella quarta serata dedicata alle cover ha cantato il brano Notte prima degli esami di Antonello Venditti, in coppia con Fulminacci. Successivamente il 24 maggio ha pubblicato un altro singolo intitolato Mezzo secondo, brano già in preambolo presentato ad una sua esibizione sul palco dell'Arena di Verona. Il 29 novembre invece ha pubblicato il singolo Come il pane.
Il 3 gennaio 2025 ha pubblicato il singolo Noi no, il quale ha anticipato l'uscita del quinto album in studio Indi, uscito il 24 gennaio. Il 14 marzo è uscito il singolo Da capo a 12, seguito il 9 maggio dal singolo Stupido.

## Stile e influenze musicali
Gazzelle è annoverato tra gli esponenti dell'indie pop italiano; noto per la personalità introversa e malinconica, i suoi testi trattano tematiche come amore, solitudine, depressione, della gioventù e le sue sfide alle riflessioni sulla società contemporanea, usando spesso basi melodiche e articolate, in antitesi ai temi trattati.
Ha affermato di essere stato influenzato da I Cani, Rino Gaetano, Cesare Cremonini, Vasco Rossi, Luciano Ligabue, Marco Mengoni, Zero Assoluto, Tame Impala, Oasis e Nirvana.
Ha definito il suo stile musicale "sexy pop", affermando che si tratta di "una definizione nata così, un po' per ridere... come una battuta, come un modo ironico e leggero di qualcosa."

## Discografia
- 2017 – Superbattito
- 2018 – Punk
- 2021 – OK
- 2023 – Dentro
- 2025 – Indi

## Partecipazioni a manifestazioni canore
- Festival di Sanremo (Rai 1)
  - 2024 – 11º posto con Tutto qui

## Opere
- Flavio Pardini (aka Gazzelle), Limbo. Pensieri inversi, illustrazioni di Federico Bonfiglio, Rizzoli, 2 aprile 2019, ISBN 9788817138789.